# Роман нравов
Роман нравов (также нравоописательный роман; фр. roman des mœurs, англ. novel of morals) — разновидность реалистического романа, зарождение которой обычно связывают с именами Алена-Рене Лесажа и Сэмюэла Ричардсона. «Роман нравов» не является строгим термином и часто прилагается к произведениям самых разных эпох, от петрониева «Сатирикона» до «Контрапункта» Олдоса Хаксли. То, что их объединяет, — это, по-видимому, сатирическое описание современного общества, часто в сочетании с плутовским сюжетом. В этом смысле типичными романами нравов являются, например, «Ярмарка тщеславия» Теккерея и романы Ивлина Во.
В русской литературе первыми романами нравов были «Российский Жилблаз» Нарежного, «Иван Выжигин» Булгарина, «Монастырка» Погорельского.

## Французский роман нравов
- 1713 Робер Шаль, «Знаменитые француженки[фр.]»
- 1715—1735 Ален Рене Лесаж, «История Жиль Бласа из Сантильяны»
- 1731—1741 Мариво, «Жизнь Марианны»
- 1734—1735 Мариво, «Удачливый крестьянин»
- 1735—1736 шевалье де Муи, «Удачливая крестьянка»
- 1735—1736 шевалье де Муи, «Мемуары маркиза де Фьё»
- 1735—1741 шевалье де Муи, «Посмертные мемуары графа де Д… Б…»
- 1736 шевалье де Муи, «Ламуш»
- 1737 шевалье де Муи, «Жизнь Химены Спинелли»
- 1737 Филипп Бридар де ла Гард, «Письма Терезы»
- 1737 граф де Кейлюс, «История Гийома, кучера»